# Barong tagalog
Pour les articles homonymes, voir Barong.

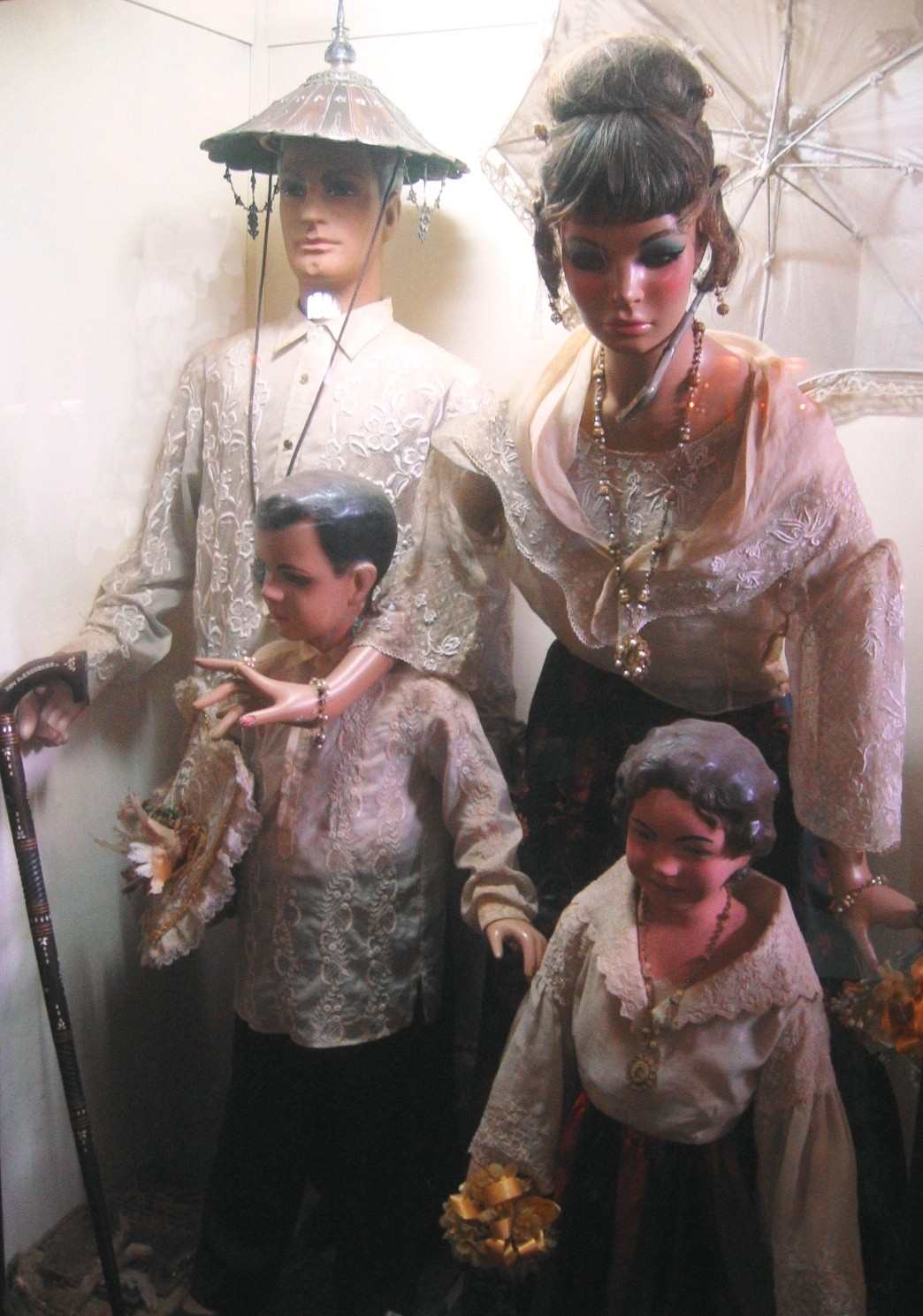
Famille noble de la fin du XVIII portant le costume typique. Musée Villa Escudero, San Pablo, Laguna, Philippines.

Le barong tagalog est une sorte de tunique traditionnelle portée par les habitants des Philippines. Sa particularité est d'être, dans sa version la plus noble, en tissu de fibre de feuille d'ananas. Quoiqu'une discussion existe entre historiens sur le caractère traditionnel du barong tagalog avant l'arrivée des Espagnols, il est considéré aujourd'hui comme le vêtement national aux Philippines.  

## Vocabulaire
- Barong : vêtement, en langue tagalog.
- Tagalog : ethnie des Philippines.
- Tunique : vêtement droit plus ou moins long porté sur une jupe ou un pantalon [2].
- Tissu : matériau obtenu par l'assemblage de fils entrelacés [2].
- Textile : matière propre à être tissée après avoir été filée [2].

## Description
Les Anglais le décrivent comme une « chemise qui n'est pas rentrée dans le pantalon » . En français, c'est tout simplement une « tunique ». Le tissu est fin, souvent décoré de broderies, transparent (on peut voir le maillot de corps porté dessous), ou translucide. On distingue deux catégories de barong tagalog : ceux qui sont fabriqués à la main, de l'extraction de la fibre textile à la confection, en passant par le métier à tisser manuel. Et ceux qui sont fabriqués industriellement.

## Lesbarong tagalogartisanaux

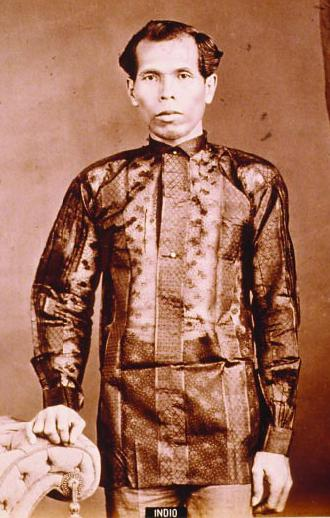
Autochtone des Philippines portant le barong tagalog, photo sépia des années 1870, Musée national du peuple philippin, Manille.

### Piña ou fibre d'ananas
Le « véritable » barong tagalog est tissé avec des fibres extraites de la feuille de l'ananas. Les fabrications locales peuvent utiliser d'autres fibres végétales naturelles plus ou moins précieuses pour faire ce vêtement :

### Abaca ou chanvre de Manille
La fibre des feuilles de l'Abaca (chanvre de Manille) sorte de bananier, donne le tissu abaca. 

### Soie de bananier
La fibre du tronc du bananier donne la soie de bananier.

### Ramie ou ortie de Chine
La fibre de la tige de la ramie ou ortie de Chine donne le tissu ramie. Le barong tagalog fabriqué dans ces tissus coûteux est porté dans les circonstances exceptionnelles: cérémonies solennelles, mariages.

## Lesbarong tagalogde fabrications industrielles

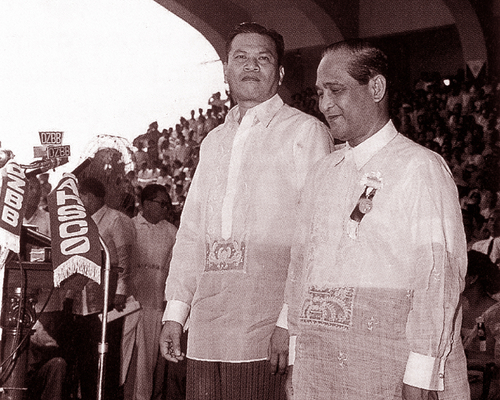
Le président Ramon Magsaysay et le vice-président des Philippines Carlos P. García lors d'une cérémonie officielle, le 30 décembre 1953.

Ce genre de tunique étant bien adapté au climat chaud et humide des Philippines, les habitants portent dans la vie de tous les jours d'autres versions en tissus blanc plus communs fabriqués industriellement :
- lin ;
- coton ;
- lin-coton ;
- coton-polyester.

Les variations portent sur la longueur de la tunique, la longueur des manches (en polo manche courte, rarement), le type de col. Le point commun reste qu'elle n'est pas portée « rentrée dans le pantalon ».

## Témoignage historique
Olivier Demeulenaere, dans Manille à la fin du XIXe siècle, vue par les voyageurs européens,,,, décrit ainsi la foule qui va écouter de la musique sur l'esplanade en bord de mer de Sampaloc. 

« Les distractions à Manille 
Les riches se rendent à la promenade dans un landau ornementé d'argentures, ou en caleza, petit cabriolet. Les autres vont à pied. On va voir la musique militaire qui joue deux fois par semaine sur l'esplanade Paseo de la Luneta, en bordure de mer, à Sampaloc. Le dimanche, on a droit à un concert. Le jardin botanique, qui avait pourtant coûté fort cher, est peu fourni et délaissé par le public. Les fêtes religieuses, nombreuses et colorées, offrent des spectacles aux fidèles et badauds.
Les Espagnols se rendent à la Luneta en costume européen, les Anglais en blanc. Les Chinois que l'on rencontre sur la route portent encore le vêtement traditionnel avec leurs tresses ou un chignon.
Les Tagals et les métis portent une chemise en fibre de feuille d'ananas ou d'abaca, jaune ou le plus souvent blanche. Cette chemise se porte sur un pantalon de soie de couleur, brodé au bas Les plus élégants portent une jaquette par-dessus le tout. Sur la tête, un grand chapeau de paille noir ou blanc, ou un chapeau pointu comme celui des Chinois, le traditionnel salakot. Aux pieds, des souliers à l'européenne, sans chaussettes.
Les femmes portent la chevelure agrafée et relevée à la chinoise, sous un voile en fil d'ananas. La gorge est à peine dissimulée par une chemisette transparente en fibre d'abaca, sur laquelle se noue un mouchoir, panuelo, plié en triangle. Le corset n'est pas à la mode. Sur un jupon chatoyant, une large ceinture en soie brillante de gaies couleurs flotte autour des hanches. La largeur de la traîne, la matière du vêtement, montrent la richesse de la dame. Ses pieds nus sont posés sur une petite pantoufle plate, sans talon, qui tient au bout des orteils. Homme et femme portent souvent en guise de collier un rosaire de corail. »

## Autres substituts de textiles ou de cuir
Dans les années 1990, la designeuse espagnole Carmen Hijosa découvre le textile à base de fibre d'ananas et s'en inspire pour créer le Piñatex, mais paradoxalement bien qu'à base de textile ce n'est pas un tissu mais un substitut du cuir. Les fibres sont extraites aux Philippines et la matière élaborée au Royaume-Uni et en Espagne. Voir tissé et textile non-tissé.
Par ailleurs les sources de cuirs aussi se diversifient. Le cuir à base de peau de poisson, comme le Galuchat, qui utilise la peau habituellement jetée, est à nouveau produit en divers endroits du monde, notamment dans l'entreprise Femer d'Arcachon.
Les fibres naturelles connaissent un renouveau dans l'industrie du vêtement (chaussettes en textile de fibre de bambou, …) mais aussi pour les composites (lin-résine). La démarche peut être motivée par le désir de se passer des produits dérivés du pétrole, mais plus généralement il s'agit d'exploiter les propriétés remarquables (voir liste des fibres naturelles).